# Joana Mäder
Joana Mäder (* 2. Oktober 1991 als Joana Heidrich in Zürich) ist eine Schweizer Beachvolleyball- und ehemalige Volleyballspielerin. Mit Anouk Vergé-Dépré wurde sie 2020 Europameisterin und gewann 2021 für die Schweiz die Bronzemedaille bei den Olympischen Spielen in Tokio.

## Karriere Beach
Heidrich wurde 2007 Schweizer Meisterin der Altersklasse U18. 2009 hatte sie ihren ersten internationalen Auftritt mit Marlen Brunner beim Satellite-Turnier in Vaduz. Bei der U20-Europameisterschaft in Griechenland wurde sie mit Tanja Goricanec Neunte. Mit Brunner spielte sie erst ein Masters-Turnier in Blackpool und eine Woche an gleicher Stelle die Junioren-Weltmeisterschaft, bei der das Duo den neunten Platz erreichte. Auf der FIVB World Tour 2010 spielten Heidrich zusammen mit Isabelle Forrer ihre ersten Grand Slams in Gstaad, Klagenfurt und Stare Jabłonki sowie die Kristiansand Open. Bei der U23-Europameisterschaft in Kos belegte sie mit Brunner den 19. Platz. Zur Junioren-WM in Alanya trat sie mit Goricanec an und wurde Fünfte. Für ihre Leistungen wurde sie mit dem Swiss Volley Award in der Kategorie «Youngster of the Year 2010» ausgezeichnet.
2011 spielte Heidrich zunächst mit Karin Trüssel. Dann gewann sie auf der nationalen Coop-Beachtour mit Romana Kayser das Turnier in Zug und erreichte in Winterthur den Final. International spielte sie die Grand Slams in Gstaad mit Brunner und in Stare Jabłonki mit Forrer. In Porto erreichte sie mit Goricanec den vierten Rang bei der U23-EM. Bei den Den Haag Open schied sie mit Kayser früh aus.
Anschliessend fuhr sie mit der damals erst 16-jährigen Nina Betschart zur U21-Weltmeisterschaft nach Halifax und gewann im Final gegen die Kanadierinnen Altomare/Humana-Paredes den Titel. Von der Sporthilfe wurden Heidrich/Betschart zum «Nachwuchsteam des Jahres 2011» gekürt. 2012 spielte Heidrich auf der World Tour mit Kayser. Das Duo wurde beim Grand Slam in Gstaad Neunter. Mit Muriel Grässli gewann Heidrich das Satellite-Turnier in Vaduz. Heidrich/Kayser belegten den siebten Rang beim Masters-Turnier in Warna. Bei der Schweizer Meisterschaft unterlagen sie erst im Final gegen Isabelle Forrer und Anouk Vergé-Dépré. Zum Jahresende kam Heidrich bei den Bang Saen Open mit Betschart auf den neunten Rang.
2013 bildete sie ein neues Duo mit Nadine Zumkehr. Auf der World Tour wurden sie Neunte bei den Fuzhou Open und dem Grand Slam in Corrientes. Beim Masters in Baden erreichten sie den Final, und beim Grand Slam in Rom schafften sie es bis in den Viertelfinal und wurden Fünfte. In Stare Jabłonki nahmen sie an der Weltmeisterschaft 2013 teil. Sie starteten mit einem Sieg gegen ihre nationalen Kontrahentinnen Kayser/Grässli in die Vorrunde und kamen als Gruppenzweite weiter. In der ersten KO-Runde mussten sie sich dem brasilianischen Duo Maestrini/Seixas geschlagen geben. Bei den folgenden Grand Slams in Gstaad und Long Beach belegten sie jeweils den neunten Platz. Die Schweizer Meisterschaft beendeten sie auf dem vierten Rang.
Zu Beginn der Saison 2014 erreichten Heidrich/Zumkehr den Final des Coop-Turniers in Zürich. Bei der Europameisterschaft 2014 in Quartu Sant’Elena kamen sie als Gruppenzweite der Vorrunde weiter und mussten sich schliesslich im Achtelfinal den Tschechinnen Kolocová/Sluková geschlagen geben. Auf der World Tour gelangen ihnen zwei fünfte Plätze in Gstaad und Den Haag und drei neunte Plätze bei weiteren Grand Slams. Beim CEV-Masters in Biel/Bienne wurden sie ebenfalls Fünfte. Wenige Tage später wurden sie in Bern mit einem Sieg im Endspiel gegen Forrer/Vergé-Dépré Schweizer Meisterinnen.
Bei der World Tour 2015 erreichten Heidrich/Zumkehr neunte Plätze bei den Luzern Open und den Major-Turnieren in Poreč und Stavanger. Drei Grand Slam beendeten sie jeweils auf dem 17. Rang. Die WM in den Niederlanden verlief für sie weniger erfolgreich. Sie verloren das Auftaktspiel gegen Forrer/Vergé-Dépré und schieden dann als einer der schlechteren Gruppendritten nach der Vorrunde aus. Nach einem neunten Platz beim Grand Slam in Yokohama nahmen sie an der EM in Klagenfurt teil. Dort gelangten sie als Gruppenzweiter bis in den Achtelfinal, den sie gegen die neuen Europameisterinnen Ludwig/Walkenhorst verloren. Wenig später gewannen Heidrich/Zumkehr das Masters-Turnier in Biel/Bienne im Final gegen Forrer/Vergé-Dépré. Nach dem neunten Platz beim Grand Slam in Olsztyn wurden sie Dritte der Sotschi Open. Dann gewannen sie den Final der Xiamen Open gegen die Argentinierinnen Gallay/Klug und feierten damit ihren ersten Turniersieg im Rahmen der World Tour.
Die World Tour 2016 begann für das Schweizer Duo mit zwei 17. Plätzen, bevor sie bei den Vitória Open Fünfte wurden. Dann gewannen sie das Coop-Turnier in Zürich im Final gegen Betschart/Hüberli. Bei den Open-Turnieren in Xiamen und Fuzhou wurden sie Fünfte und Dritte. Anschliessend gelang ihnen mit einem Sieg im Endspiel der Sotschi Open gegen die Spanierinnen Liliana/Baquerizo der zweite Turniersieg auf der World Tour. Mit dem fünften Rang in Moskau gab es ein weiteres Top-Ten-Ergebnis. Bei der EM in Biel/Bienne gewannen Heidrich/Zumkehr ihre Vorrundengruppe, verloren dann jedoch den Achtelfinal gegen Hermannová/Sluková im Tiebreak.
Nach einigen weniger erfolgreichen Major-Turnieren erreichten sie in Klagenfurt das Endspiel, in dem sich die deutschen Europameisterinnen Ludwig/Walkenhorst durchsetzten. Als zweitbestes Schweizer Team der Olympiarangliste qualifizierten sich Heidrich/Zumkehr für die Olympischen Spiele in Rio de Janeiro. Dort gelangten sie als Gruppenzweite der Vorrunde bis in den Viertelfinal, den sie im Tiebreak gegen die Brasilianerinnen Larissa/Talita verloren. Damit beendeten sie das Turnier auf dem fünften Rang. Beim FIVB Saisonfinale in Toronto verloren Heidrich/Zumkehr im Endspiel gegen die Olympiasiegerinnen Ludwig/Walkenhorst mit 0:2. Im Oktober 2016 wurde Heidrich als «Most Improved Player» der FIVB World Tour ausgezeichnet.
Seit 2017 spielte Heidrich mit Anouk Vergé-Dépré, deren ehemalige Partnerin Isabelle Forrer wie auch Nadine Zumkehr Ende 2016 den Rücktritt gab. Heidrich/Vergé-Dépré hatte eine erfolgreiche erste Saison, gewann Silber beim FIVB 4-Sterneturnier in Holland und erreichte mehrere Male hintereinander den Viertelfinal auf den 5-Sterne-Turnieren der Beach Major Series. Heidrich/Vergé-Dépré spielte sich an der WM in Wien in den Achtelfinal, wo sie gegen das brasilianische Tandem Larissa/Talita das Nachsehen hatten. Am Ende der Saison erspielte sich Heidrich/Vergé-Dépré am World Tour Finale einen fünften Rang und gewann den Schweizer-Meister-Titel gegen Betschart/Hüberli. Die beste Schweizer Platzierung auf der Weltrangliste erreichen Heidrich/Vergé-Dépré mit #7.
2018 gewann Heidrich/Vergé-Dépré beim 4-Sterneturnier in Itapema Silber. Das Team musste die Saison jedoch nach der ersten Hälfte wegen eines Bandscheibenvorfalls von Joana Heidrich beenden. Nach dem Turnier in Gstaad unterzog sich Joana Heidrich einem operationellen Eingriff.
Zwar starteten Heidrich/Vergé-Dépré 2019 mit einem Top 10 Resultat in die Saison, fanden aber lange nicht den Rhythmus. Erst kurz vor der Weltmeisterschaft in Hamburg fand das Duo zurück zu regelmässigen Achtelfinal Resultaten. In Hamburg gewann Heidrich/Vergé-Dépré die Gruppe und rückte in den Achtelfinal vor. Dort behielt aber das australische Duo Clancy/Artacho del Solar im dritten Satz die Oberhand. Bei der Europameisterschaft in Moskau stiess Heidrich/Vergé-Dépré bis in den Halbfinal vor und beendete das Turnier auf dem 4. Rang.
Die Woche danach gelang dem Duo den grossen Coup, sie gewannen das 4-Sterneturnier gegen das brasilianische Duo Talita/Lima und feierten somit ihren ersten World-Tour-Sieg in der neuen Konstellation. An der Schweizermeisterschaft in Bern hatte Heidrich/Vergé-Dépré im Final gegen Betschart/Hüberli im dritten Satz das Nachsehen. Bei den Rom Beach Finals beendete das Tandem die Saison auf dem 4. Rang nach einem spannenden Spiel gegen Ana Patricia/Rebecca aus Brasilien. Heidrich/Vergé-Dépré befand sich nach der Saison 2019 auf Rang 12 des Olympia Rankings und Platz 11 des World Rankings.
Im Juli 2020 gewannen Heidrich/Vergé-Dépré in Düsseldorf das erste Turnier der deutschen Comdirect Beach Tour 2020. Bei der Beachvolleyball-Europameisterschaft im September in Jūrmala gewannen die Schweizerinnen im Endspiel mit 2:1 gegen das deutsche Duo Kim Behrens und Cinja Tillmann.
Nachdem Heidrich im Frühling 2021 an COVID-19 erkrankt war und Heidrich/Vergé-Dépré deshalb weniger Turniere bestreiten konnten, gewann das Duo bei den Olympischen Spielen in Tokio im August 2021 die Bronzemedaille. Sie setzten sich gegen die Lettinnen Graudiņa/Kravčenoka in zwei Sätzen durch. Beim FIVB Saisonfinale in Cagliari wurden sie Siebte. Auf der neugeschaffenen World Beach Pro Tour 2022 hatten Heidrich/Vergé-Dépré ausnahmslos Top-Ten-Ergebnisse. Bei der Weltmeisterschaft 2022 in Rom verletzte sich Heidrich im Spiel um Platz drei gegen das deutsche Duo Müller/Tillmann schwer an der Schulter, sodass die beiden Schweizerinnen nach dem Spielabbruch auf dem vierten Platz landeten. In der Folge musste sie sich einer Schulter-Operation unterziehen und fiel für mehrere Monate aus.
Seit April 2023 startet Heidrich nach Genesung und unter ihrem neuen Namen Mäder nach Heirat wieder mit Vergé-Dépré auf der World Beach Pro Tour. Bei der Europameisterschaft in Wien erreichten Vergé-Dépré/Mäder das Spiel um Platz drei, welches sie gegen die Deutschen Laura Ludwig und Louisa Lippmann verloren. Bei der Weltmeisterschaft in Tlaxcala erreichten sie mit einem Gruppensieg die Hauptrunde, in der sie gegen die Italienerinnen Marta Menegatti und Valentina Gottardi ausschieden. Anschliessend gewannen Vergé-Dépré/Mäder das Challenge-Turnier in Goa. Ein weiterer Finaleinzug gelang ihnen erst in der folgenden Saison, als sie beim gleichwertigen Event in Xiamen in der Runde der letzten acht zunächst Laura Ludwig und Louisa Lippmann aus dem Wettbewerb warfen und anschließend Álvarez/Moreno besiegten. Die Goldmedaille mussten die Schweizerinnen jedoch dem zweiten deutschen Duo Karla Borger und Sandra Ittllinger überlassen. Nach verpasster Olympiaqualifikation zogen Anouk Vergé-Dépré und Joana Mäder in Wien zum ersten Mal überhaupt in ein Endspiel eines Elite16 ein, unterlagen jedoch Cinja Tillmann und Svenja Müller.
Im August 2024 gaben beide bekannt, nach Ende der laufenden Saison getrennt voneinander weiterspielen zu wollen.

## Karriere Halle
Heidrich war zu Beginn ihrer Karriere auch als Volleyballerin in der Halle aktiv. Zunächst spielte sie bei Züri Unterland. Von 2008 bis 2011 stand sie beim Erstligisten VC Kanti Schaffhausen unter Vertrag. In der Spielzeit 2008/09 wurde die Mittelblockerin mit ihrem Team Cupsiegerin und Vizemeisterin der Schweiz und erreichte den Viertelfinal im CEV-Pokal. Am Saisonende 2011 half sie noch kurz bei Neuchâtel Université Club Volleyball aus. 2012 hatte sie noch ein Engagement beim TSV Düdingen.

## Privates
Joana Mäders Brüder Florian und Adrian Heidrich spielen ebenfalls Volleyball und Beachvolleyball. Sie wuchs im Weiler Gerlisberg bei Kloten auf. Sie wohnt in Kloten und in Bern.
Seit 2019 ist sie mit dem Eishockeyprofispieler Stefan Mäder liiert. Im Jahr 2023 heirateten die beiden und Heidrich heisst seitdem Joana Mäder. Seit April 2025 haben die beiden eine Tochter.